# Ladissa
Ladissa là một chi nhện trong họ Gnaphosidae.